# Dajkanyelv
A dajkanyelv egy prototársalgás a felnőtt és a csecsemő között. Ennek során a gyermek elsajátítja a kommunikáció szabályait anélkül, hogy beszélne. A dajkanyelvre különleges szókincs jellemző, melynek szavai kulturálisan meghatározottak, illetve használatában is jelentős kulturális különbségeket találunk. Segíti a gyermek nyelvtanulását, mivel felkelti és fenntartja a gyermek figyelmét. Minősége összefügg az anya és a csecsemő temperamentumával, az anya képzettségével, életkorával, a várandóság és a szülés élményeivel is.
A dajkanyelv a kognitív tudósok körében pozitív megítélésnek örvendő univerzális jelenség, ám a nyelvelsajátítás folyamatában nem elengedhetetlen.

## Jellemzői
- Egyszerűsített szemantikájú és grammatikájú mondatok (időnként agrammatikusak lehetnek)
- Gyakori főnévhasználat
- Éneklő hanghordozás, erőteljesebb hangsúlyozás
- Lassabb beszédtempó, hosszú szünetek
- Tiszta, tagolt kiejtés

## Kutatások
Kutatások igazolták, hogy a csecsemők a dajkanyelvet preferálják. Ezt többek között EEG-vizsgálatokkal is alátámasztották, ugyanis dajkanyelvi hangingerek hatására az agyi aktivitásuk nőtt, szívfrekvenciájuk emelkedett.